# Bort (diamant)
Pour les articles homonymes, voir Bort.
Bort, boart ou boort, est un terme générique utilisé dans l'industrie du diamant faisant référence aux tessons de diamant n'ayant pas la qualité de gemme.
En manufactures et industries lourdes, « bort » est utilisé pour décrire les diamants noirs, imparfaitement formés ou les diamants cristallisés de différents niveaux d'opacité. Le « bort à broyer », de la plus faible des qualités, est broyé par des mortiers en acier et utilisé pour faire des grains abrasifs de qualité industrielle. Les petits cristaux de bort sont utilisés pour les forets. La République Démocratique du Congo fournit 75 % de la demande mondiale de bort à broyer,,.

## Utilisation et application

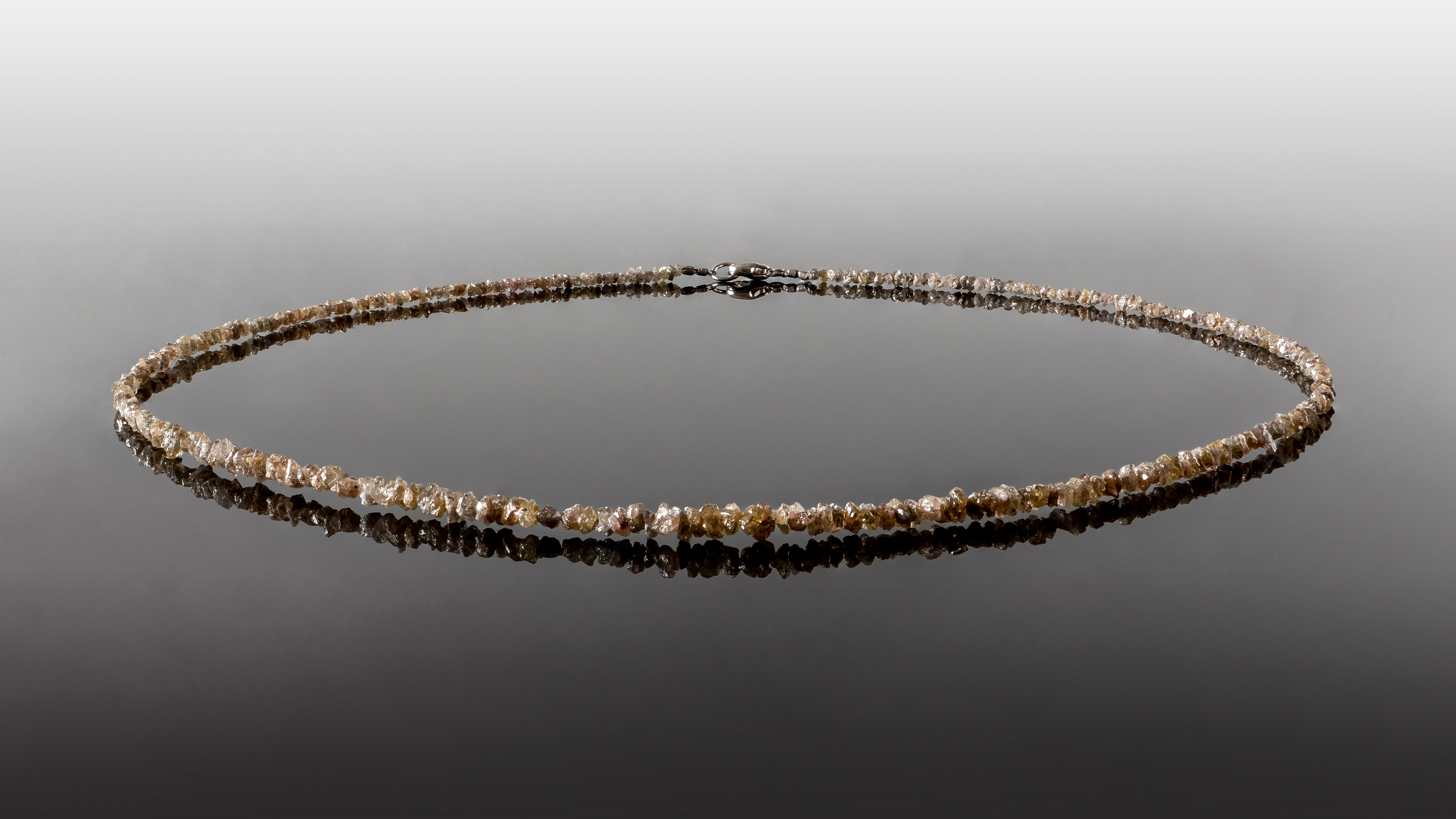
Un collier de bort.

Outre l'utilisation du bort dans l'industrie des pierres précieuses, où le matériau est utilisé comme abrasif; avec une dureté proche ou identique à celle du diamant; pour tailler et polir les différentes facettes des pierres précieuses, sous forme de petites poussières et particules, il est également utilisé comme additif pour décaper ou dans les pâtes et agents de polissage. Les particules plus grosses trouvent leur utilisation comme bord de protection et de coupe pour les forets, les scies et d'autres outils (de coupe) et machines afin d'obtenir de plus longue durées de vie (physique et économique) et d'accroître considérablement leur efficacité (par exemple, pour des outils de forage ou de découpe de béton (armé), de ciment, de pierres (galets) et d'acier (barres d’armature), ou autres matériaux durs, métalliques comme non métalliques).
Lorsque des particules de bort de tailles variant de un à deux nanomètres sont ajoutées à des lubrifiants tels que l'huile de paraffine, ces particules s’intègrent dans les minuscules irrégularités et imperfections des surfaces des pièces en mouvement, tandis que les particules en suspension dans l'huile de lubrification agissent à la fois comme agent de polissage, lissant davantage les surfaces, ainsi que comme des roulements à billes entre les surfaces qui se déplacent les unes par rapport aux autres ou tournent les unes dans ou autour les autres. Par rapport à celles sans nanoparticules, de telles applications nanotechnologiques avec une huile de paraffine contenant environ 1 % de particules nanométriques de bort réduisent le frottement, de près de la moitié,.